# 刺足掘沙蟹
刺足掘沙蟹（学名：Scalopidia spinosipes）为长脚蟹科掘沙蟹属的动物。分布于印度尼西亚、马达班湾、泰国湾、马纳尔湾、孟加拉湾以及中国大陆的广东等地，生活环境为海水，常见于水深约20米左右的多贝壳的沙质海底。其生存的海拔上限为-20米。